# Abelona salvini
Abelona salvini är en insektsart som först beskrevs av Henri Saussure och Francois Jules Pictet de la Rive 1897.  Abelona salvini ingår i släktet Abelona och familjen Gryllacrididae. Inga underarter finns listade i Catalogue of Life.